# Mario Alberto Guillén Suárez
Mario Alberto Guillén Suárez (Tarija, 23 marzo 1968) è un ingegnere, avvocato e politico boliviano.
È stato il ministro dell'Economia e Finanza Pubblica della Bolivia dal 26 giugno del 2017 al 23 gennaio del 2019, durante il terzo governo del presidente Evo Morales Ayma.
È stato anche il Vice Ministro delle pensioni e servizi finanziari dal 1 febbraio 2009 al 26 giugno 2017 inoltre ad essere direttore generale della Banca dell'Unione durante il 2019.

## Biografia

### Primi anni
Mario Guillén è nato il 23 marzo 1968, nella città di Tarija. Ha iniziato gli studi scolastici nel 1973, terminando il liceo nel 1985. Ha proseguito gli studi professionali, entrando nel 1986 a studiare ingegneria presso la Scuola Militare di Ingegneria (EMI) della città di La Paz, laureandosi in ingegneria industriale nel 1992.

### Vita professionale
Dal 1995 al 1996, Mario Guillén ha conseguito anche un Master in Business Administration presso l'Universida Cattolica Boliviana San Pablo (UCB). Nel 2002 , Mario Guillén è entrato nella Facoltà di Giurisprudenza dell'Università Mayor de San Andrés (UMSA), diplomandosi come avvocato nel 2008, all'età di 40 anni.
Mario Guillén ha anche lavorato come professore pre e post laurea in diverse università pubbliche e private in Bolivia, insegnando all'Università Mayor di San Simón (UMSS) nella città di Cochabamba, all'Università di Los Andes e al European Business School. 
Nella sua vita lavorativa, vale la pena ricordare che per circa un decennio (dal 1999 al 2009), Mario Guillén ha lavorato nel settore bancario boliviano, trascorrendo gran parte della sua carriera presso la soprintendenza per le pensioni, i titoli e le assicurazioni.

## Vita politica

### Vice Ministro delle pensioni e dei servizi finanziari (2009-2017)
Nel 2009, il ministro dell'economia boliviano Luis Arce Catacora ha insediato Guillén nella posizione di vice ministro delle pensioni e dei servizi finanziari del paese, dipendente dal ministero dell'Economia e delle finanze pubbliche. Guillén manterrà questa posizione per quasi un decennio, circa 9 amministrazioni consecutive fino al 2017.
In qualità di Vice Ministro, Guillén è stato uno stretto collaboratore del Ministro Luis Arce Catacora e durante il suo mandato ha promosso la Legge sulle pensioni e la Legge sui servizi finanziari.

### Ministro dell'Economia della Bolivia (2017-2019)
Il 26 giugno 2017, il ministro Luis Arce ha lasciato il Ministero dell'Economia a causa di problemi di salute. In sua sostituzione, il presidente boliviano Evo Morales Ayma ha assunto Mario Guillén (49 anni) per presiedere la carica.
Nel novembre 2017, la Scuola di Ingegneria Militare (EMI) gli ha conferito il titolo onorifico di Dr. Honoris, visti i suoi meriti personali rilevanti, accademici e professionisti.
Il 23 giugno 2019, Mario Guillen è stato sostituito in carica dall'ex ministro Luis Arce, che è tornato di nuovo al Ministero dell'Economia, dopo essere guarito.

### Manager del Banco Unión (2019)
Il 20 marzo 2019, il Ministero delle Comunicazioni della Bolivia ha annunciato in un comunicato che l'ex ministro Mario Guillén Suárez avrebbe assunto la carica di Direttore Generale della Banca dell'Unione (uno dei più grandi in Bolivia) per sostituire il precedente direttore Rolando Marín. il 28 novembre 2019 il governo Jeanine Áñez lo rimosse dal suo incarico di manager e lo sostituì con Antonio Sivila.

### Denuncia
Il 9 settembre 2020, il governo di Jeanine Áñez, attraverso il suo vice ministro Guido Melgar, ha accusato Mario Guillén Suárez e segnalato alla giustizia boliviana perché avrebbe commesso i reati di abbandono del dovere, contratti lesivi dello Stato e comportamenti antieconomici in caso di acquisto irregolare di software per il Gestore Pubblico.